# اپسیلون² آتش‌دان
اپسیلون² آتش‌دان یک ستاره است که در صورت فلکی آتشدان قرار دارد.